# Кан Сон Чон
Кан Сон Чон (21 жовтня 1971) — південнокорейський хокеїст на траві.
Учасник Олімпійських Ігор 2004, 2008 років.
Переможець Азійських ігор 2002, 2006 років.
Срібний призер Чемпіонату Азії 2007 року.